# Maison de la Marionnette
La Maison de la Marionnette, située à Nantes, est un théâtre et un centre d'exposition de marionnettes. Elle a été créée en 1997, faisant suite à la disparition de la Compagnie des Marionnettes de Nantes (1968-1995).

## Histoire
En novembre 1938, Edgar et Marguerite Créteur ouvraient le premier théâtre de marionnettes à Nantes. Une simple baraque en bois située derrière la cathédrale Saint-Pierre-et-Saint-Paul. Jusqu'en 1966, ils animèrent ce lieu en y présentant des spectacles de Guignol ou des Grandes Fééries inspirées des contes pour enfants. 
Parmi les petits spectateurs se trouvait notamment le futur cinéaste Jacques Demy qui assista à un grand nombre de spectacles, et avait d'ailleurs construit dans le garage de ses parents un petit théâtre de marionnettes. Ses souvenirs du Guignol du Cours Saint-Pierre et Saint-André l'inspirèrent entre autres pour le film Peau d'âne.
En 1968, leur fille Monique Créteur créa la Compagnie des Marionnettes de Nantes qui occupa plusieurs lieux : jusqu'en 1987, le Petit Théâtre occupe une partie du palais du Champ de Mars qui se trouvait avenue Jean-Claude-Bonduelle. Celui-ci sera démoli l'année suivante pour laisser la place trois ans plus tard au siège de la banque CIC Ouest au sein duquel une salle de spectacle lui sera dédiée. Cette implantation était due à l'étroite collaboration avec le groupe bancaire, la Ville de Nantes et la compagnie. Durant la construction de l'immeuble du CIC, la compagnie sera hébergée pendant trois saisons dans la salle Francine-Vasse située rue Colbert. Pendant toutes ces années la troupe créa plus de 50 spectacles. 
La liste en serait fort longue mais on peut en retenir quelques-uns : La Flûte enchantée (coproduction avec l’Opéra de Nantes), Ubu roi avec les voix de Jacques Fabbri, Michel Roux et Roger Carel, Les Fourberies de Scapin avec Dominique Paturel, ces deux spectacles furent mis en scène par Georges Vitaly.
La Cie des Marionnettes de Nantes monta plusieurs adaptations de la Sorcière du Placard aux Balais, issu des Contes de la rue Broca de Pierre Gripari (opéra sur la musique de Marcel Landowsky et adaptation théâtrale).
La troupe était composée de 9 personnes travaillant à temps complet. Chaque année plus de 300 représentations étaient données dans leur théâtre et en tournée. La Compagnie voyagea parfois à l'étranger (Royaume-Uni, Allemagne et participa à plusieurs grands festivals). Elle avait pour particularité d'avoir un lieu permanent de diffusion et de création (chose rarissime en France contrairement aux pays de l'Est).
Malheureusement, l'aventure finira très mal en 1995. La Compagnie avait été pendant plusieurs années une entreprise individuelle sous la direction de Monique Créteur puis devînt une Société coopérative et participative (SCOP), où chacun des membres avaient droit à une voix dans la direction de la troupe. En 1996, la majorité de ses membres mirent Monique Créteur à la retraite d'office et l'exclurent de la troupe. Mais la situation s'aggrava puisque les deux créations sous la responsabilité des nouveaux dirigeants ne connurent pas le succès escompté. La fréquentation du théâtre baissa et les recettes se firent moindres. De plus, les tutelles subventionnant la troupe réduisirent ou supprimèrent leur aide et en 1997 la Compagnie des Marionnettes de Nantes après 27 ans d'existence se disloqua.
Monique Créteur ne voulant pas voir disparaître un patrimoine, fonda alors la « Maison de la Marionnette » aidée par quelques amis et son fils ainé Serge. Pendant trois ans, elle se logea dans des lieux inadaptés pour accueillir du public. En 2000, elle s'installa dans un ancien commerce dans lequel fut aménagée une petite salle de spectacle de 50 places. Les Nantais purent enfin revoir des spectacles de marionnettes.
Puis en 2011, elle déménagea pour s'installer dans la galerie marchande de centre commercial Beaulieu située sur l'Île de Nantes. Mais les dettes s'accumulent, les recettes ne pouvant couvrir l'intégralité des charges, notamment le loyer s'élevant 8 000 euros par trimestre. Après un combat de plusieurs mois pour tenter de sauver l'association, la décision fut prise  de déposer le bilan en mai 2014. Ainsi s'achève la présence d'une durée de 75 ans de théâtre fixe de marionnettes dans la ville de Nantes. À ce jour aucune décision politique de protection de ce patrimoine artistique n'a été envisagée.

## Activités
Outre les spectacles, la Maison de la Marionnette propose également une exposition consacrée aux marionnettes à partir du fonds composé des nombreuses pièces de l'ex-Compagnie des Marionnettes de Nantes mais également d'autres compagnies de France et de l'étranger.